# Galatea (yacht)
Le yacht Galatea a été le challenger écossais pour la Coupe de l'America (America's Cup) du New York Yacht Club en 1886, représentant du Royal Northern Yacht Club. Il a affronté le defender américain, le sloop Mayflower, sans succès.

## Construction
Galatea, un cotre aurique, a été conçu par John Beavor-Webb et construit en 1885 pour le Lieutenant William Henn, membre du Royal Northern Yacht Club  à Argyll and Bute (Écosse).
Galatea avait une coque en acier-plaqué riveté peint en blanc sur un cadre en acier et une quille en acier rempli de plomb. Le pont était teck.

## Carrière

Guidon du RNYC

Galatea a été lancé en mai 1885. Après une série de participations dans les courses britanniques pour la plupart perdu, le propriétaire et sa femme ont navigué jusqu'à New York, durant l'été de 1886.
Galatea a perdu les deux courses de l'America's Cup à New York en septembre 1886 contre le defender américain Mayflower. Après sa défaite, il a demandé une revanche contre le Mayflower au printemps de 1887 et a été battu à nouveau. Il a remporté la Won the Queen's Jubilee Cup Royal Nova Scotia Yacht Squadron Regatta à Halifax le 20 août 1887.
De 1888 à 1894, M. et Mme Henn ont vécu à bord du Galatea en Grande-Bretagne. Après la mort du lieutenant Henn en 1894, Mme Henn a continué à vivre à bord du yacht jusqu'à sa mort en 1911. En janvier 1912, le Galatea a été vendu à la ferraille pour destruction.